# Judrio
Il Judrio o Iudrio (in friulano Judri, in sloveno Idrija) è un torrente facente parte del bacino idrografico dell'Isonzo che nasce nel massiccio del Colovrat (in sloveno Kolovrat) al confine tra Italia e Slovenia.

## Geografia
Il torrente ha origine ad ovest di Volzana (Slovenia) e per metà del suo corso fa da confine tra i due stati; la parte bassa invece segna la demarcazione tra la provincia di Udine e quella di Gorizia.
Dopo aver attraversato i comuni di Drenchia, Grimacco e Stregna, scorre nei pressi di Prepotto e Dolegna del Collio, fa da separazione tra i comuni di Cormons, Corno di Rosazzo e San Giovanni al Natisone, delimita il confine occidentale del Collio e, dopo 55 km, si getta nel fiume Torre nei pressi del comune di Romans d'Isonzo.
L'alta valle è selvaggia e incontaminata e può essere attraversata utilizzando il sentiero naturalistico Ponte Clinaz-Clabuzzaro. Dal 1866 al 1918 la parte alta dello Judrio segnava il confine tra Italia e Austria Ungheria, dal 1927 al 1947 tracciava il confine tra provincia di Udine e provincia di Gorizia, dal 1947 al 1991 l'alta valle era confine tra Italia e Jugoslavia, poi tra Italia e Slovenia.

## Storia

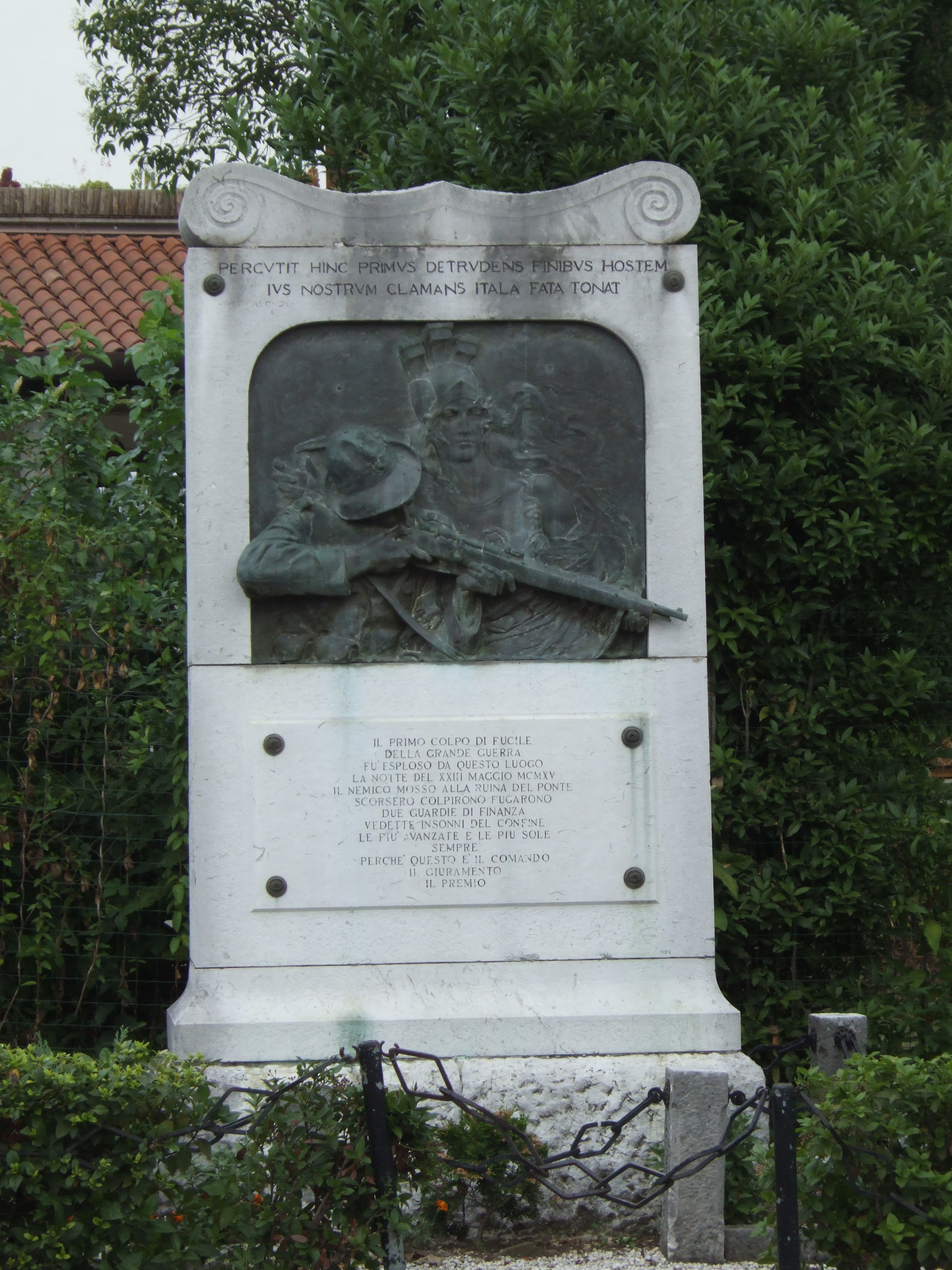
Cippo in ricordo della prima azione bellica italiana

Il torrente Judrio è stato il teatro della prima azione bellica italiana nel corso della prima guerra mondiale. L'episodio si verificò sul ponte di Brazzano in località Visinale nei pressi di Cormons. La notte tra il 23 e il 24 maggio 1915, i due finanzieri Pietro Dall'Acqua e Costantino Carta erano incaricati di sorvegliare il luogo. Alle ore 22.40 circa si accorsero che alcune ombre minacciose si avvicinavano alla sponda sinistra del ponte trasportando ingenti carichi. Ai finanzieri fu subito chiaro che i guastatori austriaci erano intenzionati a distruggere il ponte e quindi decisero di aprire il fuoco. La mattina dopo sul ponte furono trovati attrezzi da mina e carichi di dinamite. L'anno successivo i due finanzieri ricevettero la medaglia di bronzo al valore militare ciascuno con la seguente motivazione:
di un ponte militare importante»

### Origine del nome
Lo Judrio venne nominato in documenti dell'anno 1225 "sub vado Judrii", dell'anno 1247 "super ripam Judri", e del 1456 "lu gludri".
L'origine del nome è sconosciuta, probabilmente di epoca prelatina, e ricorda la parola greca  ὒδορ (acqua) con la quale ci può essere un legame tramite una variante latinizzata.

## Ambiente

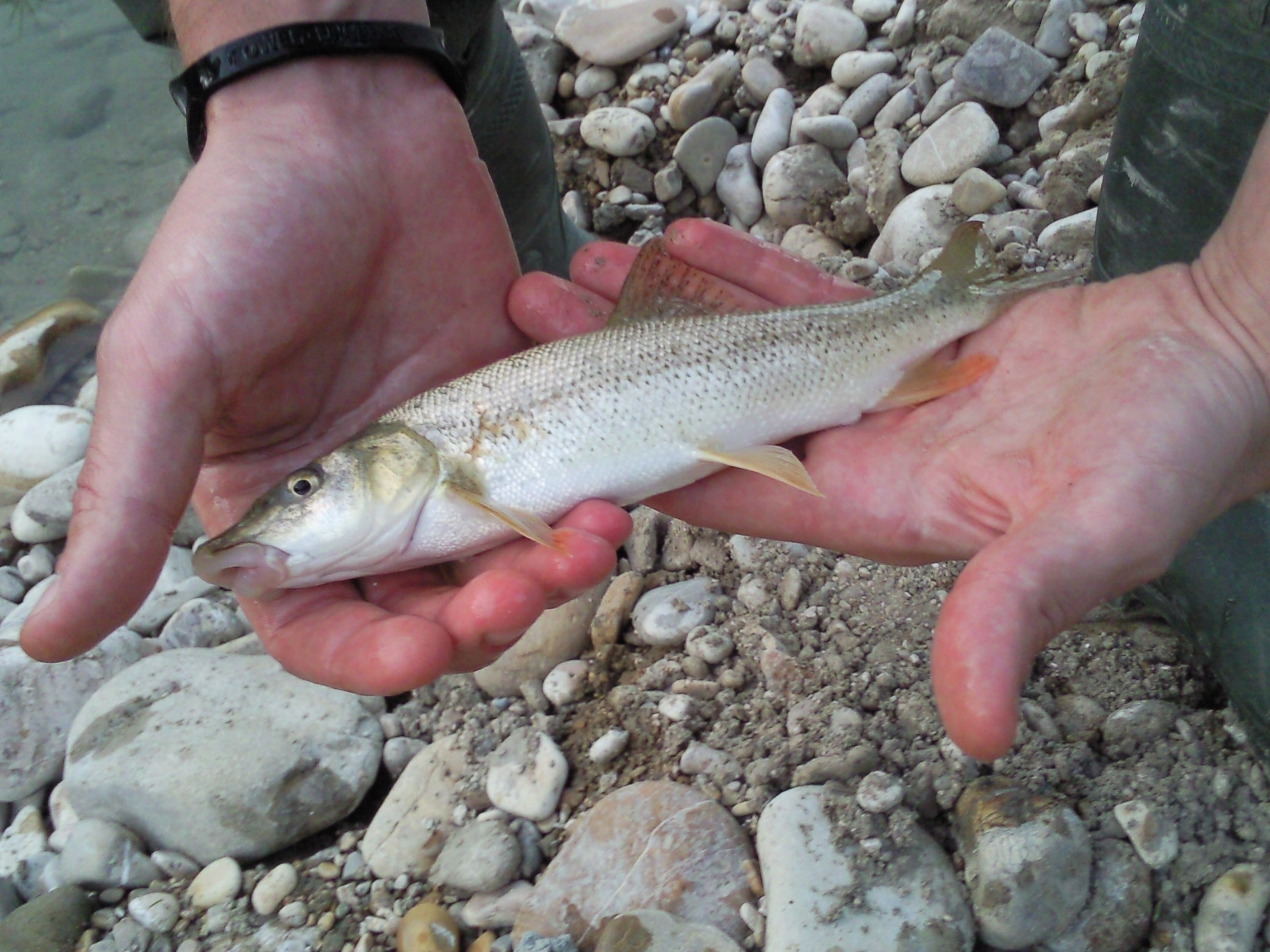
Barbo

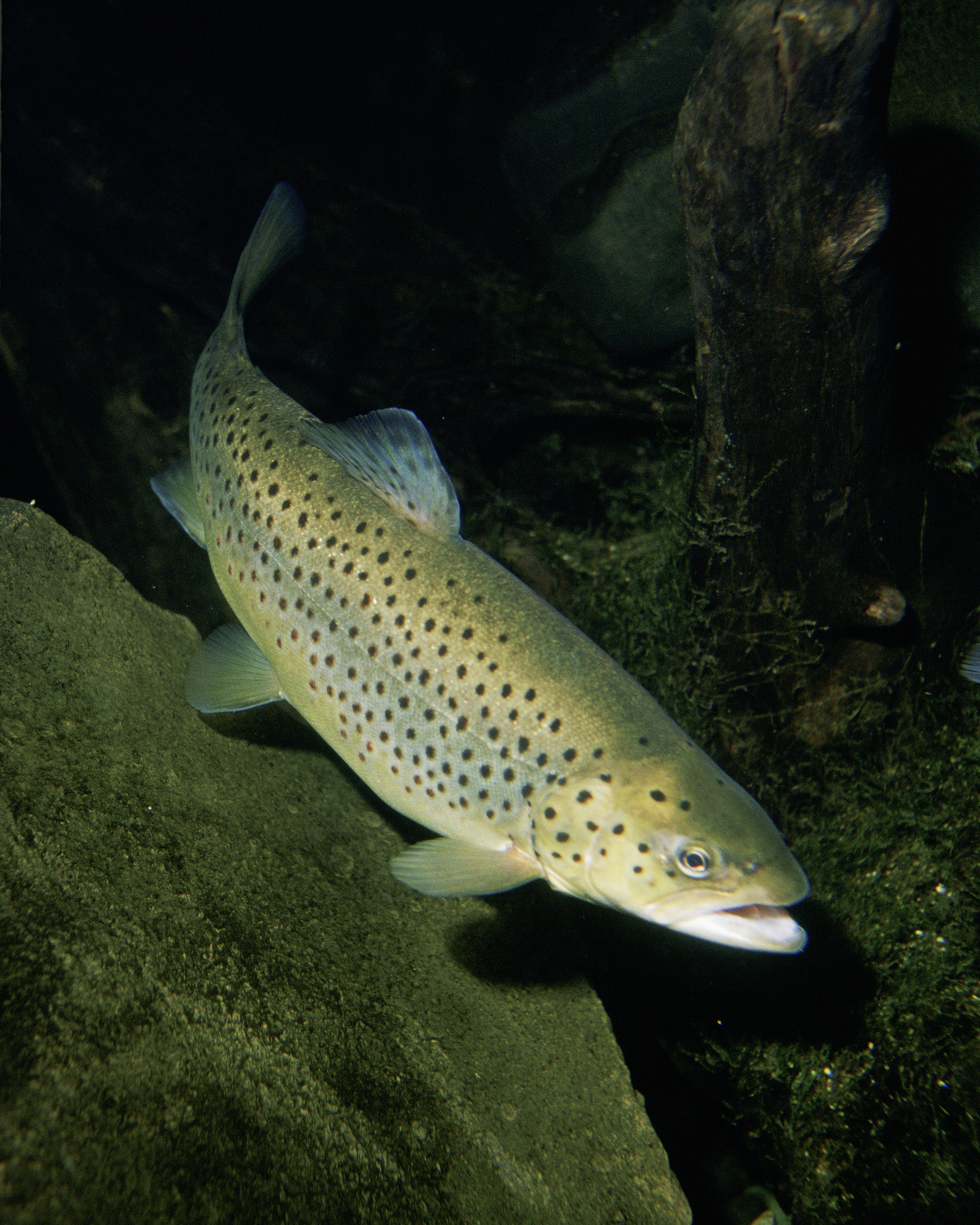
Trota Fario

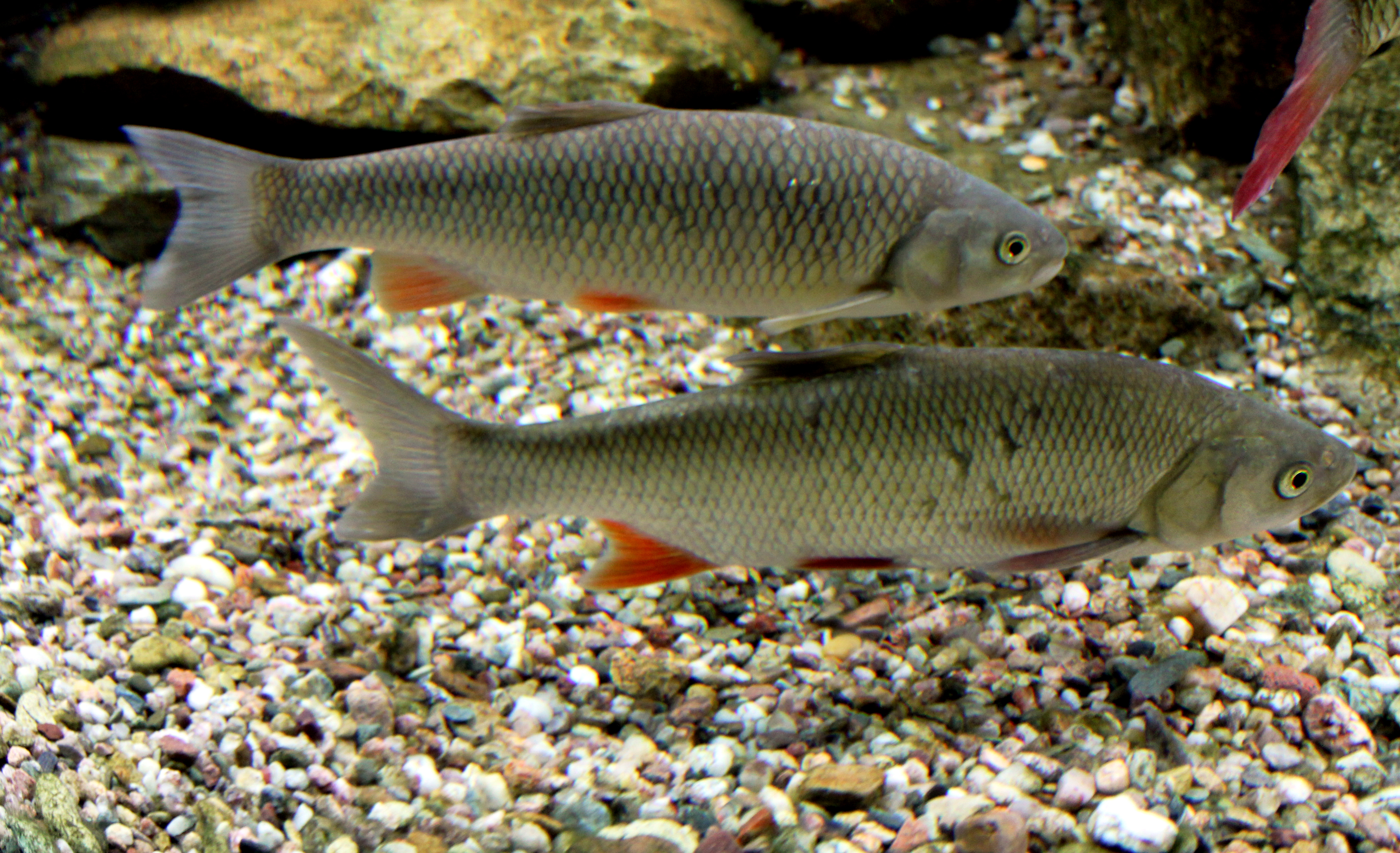
Cavedano

### Fauna ittica
Le specie ittiche presenti nelle acque, tutte della classe actinopterygii, variano in modo notevole se esaminate nel percorso montano o in quello in pianura:
Comune di Stregna:
| Nome comune                          | Nome scientifico                              | Famiglia   | % presenze a Ponte Clinaz |
| ------------------------------------ | --------------------------------------------- | ---------- | ------------------------- |
| barbo                                | Barbus plebejus                               | cyprinidae | 3%                        |
| ibrido trota fario X trota marmorata | Salmo trutta trutta X Salmo trutta marmoratus | salmonidae | 1%                        |
| trota fario                          | Salmo trutta                                  | salmonidae | 96%                       |

Comune di Prepotto:
| Nome comune  | Nome scientifico  | Famiglia   | % presenze a Podresca |
| ------------ | ----------------- | ---------- | --------------------- |
| barbo        | Barbus plebejus   | cyprinidae | 43%                   |
| cavedano     | Squalius squalus  | cyprinidae | 33%                   |
| sanguinerola | Phoxinus phoxinus | cyprinidae | 5%                    |
| trota fario  | Salmo trutta      | salmonidae | 19%                   |

Comune di Dolegna del Collio:
| Nome comune    | Nome scientifico    | Famiglia   | % presenze a Vencò |
| -------------- | ------------------- | ---------- | ------------------ |
| barbo          | Barbus plebejus     | cyprinidae | 20%                |
| cavedano       | squalius squalus    | cyprinidae | 28%                |
| vairone        | Telestes muticellus | cyprinidae | 28%                |
| arborella      | Alburnus arborella  | cyprinidae | 4%                 |
| ghiozzo padano | Padogobius bonelli  | gobiidae   | 7%                 |
| trota fario    | Salmo trutta        | salmonidae | 3%                 |
| naso           | Chondrostoma nasus  | cyprinidae | 10%                |

La pesca nel fiume è soggetta a particolari regolamenti stabiliti dall'Ente Tutela Patrimonio Ittico del Friuli-Venezia Giulia.

### Annotazioni
1. ↑  L'articolo determinativo da anteporre al nome del torrente è, secondo la tradizione, il: quindi si dice e si scrive il Judrio, e non lo Judrio.

### Fonti
1. ↑   Toponomastica: denominazioni ufficiali in lingua friulana, su arlef.it (archiviato dall'url originale il 27 settembre 2013).
2. ↑   Geoportale della Repubblica Slovena - archivio ZKN, su geohub.gov.si.
3. 1 2  Carta topografica per escursionisti 1:25000 "Valli del Natisone-Cividale del Friuli" - Tavola n° 041, Tabacco editrice
4. 1 2 3  Dizionario di toponomastica - Storia e significato dei nomi geografici italiani, UTET, Torino, 1990
5. ↑   Carta ittica bacino Isonzo, su entetutelapesca.it. URL consultato il 16 aprile 2018.
6. ↑   Calendario pesca sportiva nelle acque interne del Friuli Venezia Giulia (PDF), su entetutelapesca.it. URL consultato l'11 dicembre 2017 (archiviato dall'url originale il 7 novembre 2017).
7. ↑   Regolamenti della pesca nelle Valli del Natisone, su lintver.it. URL consultato l'11 dicembre 2017.